# King Faisal Babes FC
El King Faisal Babes Football Club és un club de futbol de la ciutat de Kumasi, Ghana. El seu color és el verd. El nom fa referència al rei Faisal d'Aràbia.
La temporada 2022-23 fou finalista de la copa ghanesa de futbol, essent derrotat pel Dreams FC per 2 a 0.

## Palmarès
- Copa Top Four ghanesa de futbol: 
  - 2004